# Nauru na Mistrzostwach Świata w Lekkoatletyce 1991
Nauru na Mistrzostwach Świata w Lekkoatletyce 1991 reprezentowało dwóch zawodników, bliźniaków (1 mężczyzna i 1 kobieta). Oboje mieli ukończone zaledwie 15 lat.
Był to trzeci start reprezentacji Nauru na mistrzostwach świata w lekkoatletyce (poprzednie starty miały miejsce w 1983 i 1987 roku).

## Występy reprezentantów Nauru

### Mężczyźni
Podczas tych mistrzostw, Tryson Duburiya wziął udział w rywalizacji sprinterów w biegu na 100 metrów. Eliminacje rozpoczęły się 24 sierpnia 1991 roku. Nauruańczyk startował w siódmym biegu eliminacyjnym. Podczas tego biegu wiatr był korzystny; jego siła wyniosła 0,3 metra na sekundę. Biegnąc z szóstego toru, a uzyskawszy wynik 12,04, zajął przedostatnie, 7. miejsce (jeden z zawodników nie wystartował), a w łącznej klasyfikacji pierwszej rundy zajął 71. miejsce na 77 startujących sprinterów. Zwycięzcą zawodów został Carl Lewis.
| Konkurencja   | Zawodnik        | Eliminacje | Eliminacje | Półfinał      | Półfinał      | Finał         | Finał         |               |
| Konkurencja   | Zawodnik        | Rezultat   | Pozycja    | Rezultat      | Pozycja       | Rezultat      | Pozycja       |               |
| ------------- | --------------- | ---------- | ---------- | ------------- | ------------- | ------------- | ------------- | ------------- |
| Bieg na 100 m | Tryson Duburiya | 12,04      | 7          | Nie awansował | Nie awansował | Nie awansował | Nie awansował | Nie awansował |

### Kobiety
Jako druga podczas mistrzostw wystąpiła bliźniaczka Trysona Duburiyi – Trudy Duburiya, która również startowała w biegu na 100 metrów. Wystąpiła w eliminacjach rozegranych 26 sierpnia (w szóstym biegu eliminacyjnym); ruszywszy z piątego toru, zajęła ostatnie miejsce w swoim biegu (z czasem 14,34), a w łącznej klasyfikacji pierwszej rundy 56. miejsce na 59 startujących sprinterek. Zwyciężczynią całych zawodów została Katrin Krabbe.
| Konkurencja   | Zawodniczka    | Eliminacje | Eliminacje | Półfinał       | Półfinał       | Finał          | Finał          |                |
| Konkurencja   | Zawodniczka    | Rezultat   | Pozycja    | Rezultat       | Pozycja        | Rezultat       | Pozycja        |                |
| ------------- | -------------- | ---------- | ---------- | -------------- | -------------- | -------------- | -------------- | -------------- |
| Bieg na 100 m | Trudy Duburiya | 14,34      | 8          | Nie awansowała | Nie awansowała | Nie awansowała | Nie awansowała | Nie awansowała |